# Proprioseiopsis latoscutatus
Proprioseiopsis latoscutatus är en spindeldjursart som beskrevs av Wolfgang Karg 1976. Proprioseiopsis latoscutatus ingår i släktet Proprioseiopsis och familjen Phytoseiidae. Inga underarter finns listade i Catalogue of Life.